# Église Sainte-Geneviève de Mulhouse
L'église Sainte-Geneviève est un édifice religieux situé à Mulhouse, dans le département français du Haut-Rhin. Le bâtiment de style néogothique date de la fin du XIXe siècle.

## Localisation et classement
L'église Sainte-Geneviève est située au 17, rue du Printemps à Mulhouse, à proximité du parc Salvator. L'édifice est inscrit à l'inventaire général du patrimoine culturel depuis 1984.

## Historique
L'église a été construite entre 1890 et 1896 sous la conduite de Charles Winkler, architecte des Monuments historiques à Colmar. La maîtrise d'ouvrage est assurée par l'entreprise Louvat de Mulhouse.
Le financement est majoritairement assuré par le don d'une paroissienne, Geneviève Rogg-Haas, veuve d'un entrepreneur en construction originaire du pays de Bade. Elle lègue à cet effet la somme de 160 000 marks-or à la ville. La municipalité propose aux autorités allemandes de cofinancer la construction, en échange d'une utilisation à temps partiel de l'église par les militaires.
L'église est consacrée en 1896, année de la fin de sa construction. Un presbytère est construit en 1898 à l'arrière de l'église, dans un enclos, par l'architecte de la ville Joseph Trumm.
En août 1914, un obus allemand vient frapper le portail alors que l'église est remplie de fidèles lors des vêpres.

## Architecture
L'édifice, de style néogothique, est bâti sur un plan en croix latine. Son orientation, qui comporte un léger décalage par rapport à l'axe est-ouest, est caractérisée par une entrée située à l'est et un chevet à l'ouest.
La construction est faite de moellons et de pierres de taille. Les parements sont en grès rose. La couverture est constituée d'ardoises.
La nef comporte trois vaisseaux.
Le vaisseau central est voûté d'ogives et couvert d'un toit à double pente. La tour-clocher polygonale s'élève au-dessus de la croisée du transept. Elle est surmontée d'une flèche. Cet ensemble a connu des problèmes de stabilité lors de la construction, qui a nécessité quelques aménagements de la zone.
Les collatéraux comportent des baies à arc brisé à remplages et sont épaulés par des contreforts.
À l'ouest, le chevet polygonal présente des baies en arc brisé à remplages et un triforium. Il est épaulé par des contreforts coiffés de pinacles, et est flanqué de corps de logis.
La façade antérieure (est) est soutenue par des contreforts à ressaut, et est divisée en trois parties. La partie centrale présente trois niveaux: un premier niveau percé d'un portail à voussures, coiffé d'un tympan sculpté présentant un christ en majesté ; un deuxième niveau percé d'une rosace ; au dessus, le mur-pignon est orné d'arcatures aveugles. Les parties latérales de la façade sont percées de baies en arc brisé à remplages.
Les styles de la tour-clocher et du portail montrent des similitudes avec ceux de la collégiale de Rouffach, dont Charles Winkler s'est inspiré.

## Intérieur
L'élévation intérieure de la nef comporte des grandes arcades, un triforium aveugle, et des fenêtres hautes.
Les vitraux sont inscrits dans des baies en arc brisé, avec oculus en partie supérieure. Ils sont pour la plupart l'œuvre du peintre-verrier Franz Xaver Zettler. Les scènes représentées sont des scènes de la vie de sainte Geneviève et d'autres saints. Deux autres vitraux, d'auteur inconnu, représentent des scènes de la vie du Christ.
Les autels, les retables, le confessionnal, le banc de communion formant clôture de chœur et la chaire à prêcher proviennent de la maison Boehm, de Mulhouse.
Un orgue de Martin Rinckenbach, de 1896, avec buffet par Boehm, épouse la rose. Un relevage et une restauration complète de l'instrument par la Manufacture d'orgues franc-comtoise ont été réalisés en 1983 et 1984.